# Onitis insuetus
Onitis insuetus är en skalbaggsart som beskrevs av Hermann Julius Kolbe 1914. Onitis insuetus ingår i släktet Onitis och familjen bladhorningar. Inga underarter finns listade i Catalogue of Life.